# Cladocarpus ramuliferus
Cladocarpus ramuliferus is een hydroïdpoliep uit de familie Aglaopheniidae. De poliep komt uit het geslacht Cladocarpus. Cladocarpus ramuliferus werd in 1874 voor het eerst wetenschappelijk beschreven door Allman. 